# Poprečni trbušni mišić
Poprečni trbušni mišić (lat. musculus transversus abdominis) je mišić koji čini prednji i bočni dio trbušne stijenke.  Mišić inerviraju: sedmi do dvanesti međurebreni živac, lat. nervus iliohypogastricus, lat. nervus ilioinguinalis i lat. nervus genitofemoralis. Ravni trbušni mišić sudjeluje u disanju (izdisač). 
Poprečni trbušni mišić nalazi se najdublje od svih mišića koji čine prednji i bočni dio trbušne stijenke.

## Polaziše i hvatište
Mišić polazi s unutarnje strane rebrenih hrskavica (šest donjih, 7. – 12.), bočne kosti i leđne fascije. Mišićne niti idu vodoravno i završavaju tetivnom pločom (aponeuroza).